# Dipsas andiana
Dipsas andiana är en ormart som beskrevs av Boulenger 1896. Dipsas andiana ingår i släktet Dipsas och familjen snokar. Inga underarter finns listade i Catalogue of Life.
Arten förekommer i Ecuador vid Andernas västra sida. Den lever i låglandet och upp till 1750 meter över havet. Habitatet utgörs av städsegröna och lövfällande skogar där Dipsas andiana ofta hittas nära vattendrag. Den lever även i galleriskogar intill jordbruksmark eller fruktodlingar. Ett exemplar hittades i en molnskog. Arten undviker landskap som tydlig förändrades av människor. Dipsas andiana söker i buskar, i lövskiktet och i det översta jordlagret efter snäckor och andra blötdjur. Den är nattaktiv. Honor lägger ägg.
Intensivt skogsbruk och skogarnas omvandling till odlingsmark hotar beståndet. Hela beståndet är uppdelat i flera från varandra skilda populationer. IUCN listar arten som nära hotad (NT).